# ریچارد جول
ریچارد جول (انگلیسی: Richard Jewell; ۱۷ دسامبر ۱۹۶۲ – ۲۹ اوت ۲۰۰۷) افسر پلیس و محافظ امنیتی آمریکایی بود. او در جریان برگزاری المپیک تابستانی سال ۱۹۹۶ آتلانتا به‌عنوان بخشی از نگهبانان گارد امنیتی فعالیت می‌کرد که در حین بمب‌گذاری در این المپیک جان انسان‌های زیادی را نجات داد اما چند روز پس از این اتفاق متهم به انجام این بمب‌گذاری شد؛ فیلم ریچارد جول محصول ۲۰۱۹ آمریکا بر پایه این رویداد ساخته شده است.